# Diouldé Laya
Diouldé Laya (* 1937 in Tamou; † 27. Juli 2014; auch Djouldé Laya und Juulde Layya) war ein nigrischer Soziologe.

## Leben
Diouldé Laya ging auf Grundschulen in Say und Kollo, bevor er von 1950 bis 1957 das Lycée Askia Mohamed in Bamako besuchte. Von 1957 bis 1967 studierte er an der Universität Dakar, von wo aus er den nigrischen Schülerverband Union des Scolaires Nigériens mitbegründete. Dort erhielt er 1962 eine Licence ès lettres in Soziologie und 1967 ein Diplôme d’études supérieures in Soziologie. Laya betätigte sich in Senegal politisch in der kommunistischen Partei Parti africain de l’indépendance und bereiste zur Zeit der Herrschaft Mao Zedongs die Volksrepublik China.
Bereits ab 1962 war er Generalsekretär der nigrischen UNESCO-Kommission. Diese Funktion hatte er bis 1970 inne. Von 1964 bis 1964 war er zusätzlich redaktioneller Mitarbeiter der Encyclopedia Africana. Laya arbeitete von 1970 bis 1977 als Direktor des Forschungsinstituts für Humanwissenschaften an der Universität Niamey. Er veröffentlichte 1974 eine ethnologische Dissertation an der Universität Paris-Nanterre. Von 1977 bis 1997 war er als Direktor des Centre d’Etudes Linguistiques et Historiques par Tradition Orale der Organisation für Afrikanische Einheit tätig.
Laya war verheiratet und Vater von acht Kindern. Er ging 1998 in den Ruhestand. Er starb 2014 und wurde in Niamey bestattet.

## Werk

### Überblick
Die Forschungstätigkeit von Diouldé Laya erstreckte sich neben der Soziologie auch auf andere Disziplinen wie Ethnologie, Psychopathologie und Sprachwissenschaft. Als Theoretiker beschäftigte er sich mit der Verwendung von mündlichen Überlieferungen in den Sozialwissenschaften. Laya veröffentlichte diesbezüglich Arbeiten zur Sammlung, Transkription und Übersetzung mündlicher Überlieferungen in den Sprachen Nigers, insbesondere in Songhai-Zarma, Hausa und Fulfulde. Laya arbeitete unter anderem mit Boubou Hama und André Salifou aus Niger sowie Georges Balandier und Louis-Vincent Thomas aus Frankreich zusammen.

### Schriften
- Traditions historiques de l’Anzuru. Centre Régional de Documentation pour la Tradition Orale, Niamey 1970.
- La tradition orale. Problématique et méthodologie des sources de l’histoire africaine. Centre Régional de Documentation pour la Tradition Orale, Niamey 1972.
- Les zamu, ou, Poèmes sur les noms. La tradition orale dans la société Songhay-Zarma. Centre Nigérien de Recherches en Sciences Humaines, Niamey 1972.
- Recherche et développement. Le projet de mise en valeur des cuvettes de Kutukale et Karma en pays Songhay. Mission Ader Doutchi-Majya, décembre 1965–janvier 1967. 2. Auflage. Centre Nigérien de Recherches en Sciences Humaines, Niamey 1973.
- La Tradition peule des animaux d’attache. Dissertation. Institut d’ethnologie de l’Université de Paris, Paris 1973.
- Traditions orales historiques des Goles. Institut de recherches en sciences humaines, Niamey 1976.
- Laawol fulfulde. Laboratoire d’ethnologie et de sociologie comparative de l’Université de Paris X, Nanterre 1978.
- Textes songhay-zarmas. Centre d’Etudes Linguistiques et Historique par Tradition Orale, Niamey 1978.
- La voie peule. Solidarité pastorale et bienséances sahéliennes. Nubia, Paris 1984.
- Traditions des Songhay de Téra (Niger). Karthala, Paris 1998.
- Boubou Hama. Un homme de culture nigérien. L’Harmattan, Paris 2007, ISBN 978-2-296-02407-6.

Diouldé Laya veröffentlichte zahlreiche weitere Artikel und Studien, unter anderem mehrmals im Journal des Africanistes der Société des Africanistes. Er verfasste auch den Eintrag „Niger“ in der Encyclopædia Britannica (1972).

## Ehrungen
- 2015: Prix Boubou Hama (posthum)[4]